# Bolsas atlánticas
Durante la Segunda Guerra Mundial, las llamadas  bolsas atlánticas o embolsamientos atlánticos fueron zonas localizadas a lo largo de la costa de Países Bajos, Bélgica y Francia elegidas como fortalezas por las fuerzas ocupantes nazis para defender su posición e impedir el acceso por mar aliado. Las ubicaciones se conocen en alemán como Atlantikfestungen (literal, "Fortalezas atlánticas"), en inglés como "Atlantic pockets" y en francés como "Poches de l'Atlantique". Seis de los embolsamientos atlánticos fueron capturados por los aliados entre junio y octubre de 1944. Otros fueron sitiados y tres se rindieron en abril de 1945. El resto se liberó en mayo de 1945.

## Designación de fortalezas
El 19 de enero de 1944 Adolf Hitler declaró once lugares a lo largo de la Muro atlántico como fortalezas ("Festungen"), llamándolos Atlantikfestungen (literal, "Fortalezas atlánticas").  Los puertos fueron: IJmuiden, Hoek van Holland, Dunkerque, Boulogne-sur-Mer, El Havre, Cherburgo-Octeville, Saint-Malo, Brest, Lorient, Saint-Nazaire y el Estuario de Gironda.  En febrero y marzo de 1944 se declararon fortalezas tres zonas costeras más: las islas del Canal, Calais y La Rochelle. 

## Finalidad
Además de concentrar a los hombres y materiales para controlar el área circundante, el propósito de las fortalezas era negar el uso de instalaciones portuarias a los aliados y asegurar su uso continuo por parte de los submarinos alemanes en el batalla del Atlántico. Además, mientras permanecieron en manos alemanas, tuvieron valor propagandístico.

## Embolsamientos
En Francia, seis bolsas fueron capturadas por los aliados entre la invasión de Normandía en junio de 1944 y octubre de 1944, y otros fueron sitiados. Tres fueron liberados por las fuerzas francesas en abril de 1945, mientras que el resto se rindió tras la capitulación de Alemania en mayo de 1945.

## Lista de bolsas atlánticas
Los embolsamientos atlánticos, con la fecha en que comenzó cualquier asalto aliado y la fecha en que se rindieron los defensores, se muestran a continuación.
| Bolsa                        | Lugar               | Fuerzas | Asalto aliado            | Liberación               |
| ---------------------------- | ------------------- | ------- | ------------------------ | ------------------------ |
| Bolsa de Cherburgo           | Cherburgo-Octeville | 15,000  | 6 de junio de 1944       | 30 de junio de 1944      |
| Bolsa de Saint-Malo          | Saint-Malo          | 12,000  | 3 de agosto de 1944      | 14 de agosto de 1944     |
| Le Havre pocket              | El Havre            | 14,000  | 10 de septiembre de 1944 | 12 de septiembre de 1944 |
| Bolsa de Brest               | Brest               | 37,000  | 7 de agosto de 1944      | 19 de septiembre de 1944 |
| Boulogne pocket              | Boulogne-sur-Mer    | 10,000  | 17 de septiembre de 1944 | 22 de septiembre de 1944 |
| Calais pocket                | Calais              | 7,500   | 25 de septiembre de 1944 | 30 de septiembre de 1944 |
| Royan pocket                 | Royan               | 5,000   | 12 de septiembre de 1944 | 17 de abril de 1945      |
| Pointe de Grave pocket       | Pointe de Grave     | 3,500   | 12 de septiembre de 1944 | 20 de abril de 1945      |
|                              | Isla de Oleron      | 2,000   | 12 de septiembre de 1944 | 30 de abril de 1945      |
| Asedio de La Rochelle        | La Rochelle         | 11,500  | 12 de septiembre de 1944 | 7 de mayo de 1945        |
| Dunkirk pocket               | Dunkerque           | 10,000  | 15 de septiembre de 1944 | 9 de mayo de 1945        |
| Bolsa de las Islas del Canal | Channel Islands     | 28,500  | -                        | 9 de mayo de 1945        |
| Bolsa de Lorient             | Lorient             | 24,500  | 12 de agosto de 1944     | 10 de mayo de 1945       |
| Saint-Nazaire pocket         | Saint-Nazaire       | 30,000  | 27 de agosto de 1944     | 11 de mayo de 1945       |